# Osorio Santana Figueiredo
Osorio Santana Figueiredo               (São Gabriel, 7 de fevereiro de 1926 — São Gabriel,  6 de agosto de 2017), foi um escritor e historiador brasileiro que dedicou grande parte da sua vida no estudo da cultura rio grandense, com foco em sua terra natal, São Gabriel. Através de inúmeros livros publicados; o seu contínuo trabalho de pesquisa, contribuiu para a criação da identidade do povo gabrielense, na região Sul do Brasil. Tornou-se membro da Academia Rio-Grandense de Letras de Pelotas. Também foi oficial reformado do Exército Brasileiro, além de membro de inúmeras entidades nacionais ligadas à cultura gaúcha.

## Biografia
Osorio Santana Figueiredo é considerado um dos nomes mais importante da cultura do município de São Gabriel. 
Contribuiu para promover a cidade, projetando-a para todo o estado e país, através da publicação de seus livros. 
Seu legado de uma vida dedicada à pesquisa, além das suas obras, seus diversos prêmios recebidos, hoje servem de referência para que outros pesquisadores possam citar os seus livros em suas publicações.
Seus estudos contaram sobre as lendas e “causos” de sua terra, e também escrevendo, primeiro a biografia de pessoas que se destacaram, fazendo história no município.
Posteriormente, desenvolveu a biografia de diversas personalidades, que nasceram na cidade de São Gabriel e tiveram destaque em todo o território nacional.
Assim, publicou livros sobre Alcides Maya, Plácido de Castro, Marechal Mascarenhas de Moraes, dentre outros gabrielenses notórios.
Osorio Figueiredo contou também a história e formação da cidade de São Gabriel, bem como a  origem de todos os distritos rurais do vasto território que possui o municipío.
Descobriu o significado e origem dos nomes de todos eles, inclusive dos sub-distritos também; bem como as história da formação das fazendas antigas e históricas da região.
Foi um pioneiro, ao contar sobre as curiosidades dos apelidos urbanos que o povo deu para os nomes das ruas.
Também não esqueceu de escrever sobre as atividades sócio-econômicas, quando escreveu sobre a história da formação da primeira cooperativa rural da cidade, que daria origem ao primeiro frigorífico.
Foi matéria dos jornais, quando contou e lembrou a todos sobre uma importante peculiaridade- São Gabriel é a última cidade de reduto de carreteiro, que ainda mantém essa tradição viva.
Uma atividade extinta da cultura gaúcha, aonde carretas puxadas por boi, levam do campo para a cidade, produtos para vender, oriundos de pequenos produtores rurais.
Assim como, em suas pesquisas, também tiveram obras contando a história de um dos principais quartéis de São Gabriel. Osorio falou também de Batalhas e Revoluções, Santos e Heróis, Famílias e Igrejas. Não esqueceu nem mesmo da história do Hospital Santa Casa de Caridade de São Gabriel, uma referência para a região.
Ao todo, foram trinta e três livros escritos.
Osorio Santana Figueiredo nasce no ano de 1926, no distrito rural de Passo do Ivo, município de São Gabriel.
Dos treze filhos que o casal João Baptista Figueiredo e Maria Zoraide Santana tiveram, ele fora o segundo filho a nascer.
De origem humilde, desde bem jovem, ele trabalhou como  peão de estância, agricultor e carreteiro.
Serviu ao Exército Brasileiro a partir de 1946 por vinte e cinco anos. Durante essa época que desenvolveu seus estudos de historia, sociologia, filosofia e antropologia. Foi também um autodidata. No ano de 1970, passou para a reserva do exército.

O historiador, Osorio Santana Figueiredo em 1946

Foi na época em que trabalhou no exército em que inicia os seus primeiros trabalhos como ativista cultural de sua cidade.
Fundou, juntamente com seis pessoas, lideradas pelo benemérito Rolino Leonardo Vieira, o Centro de Tradições Gaúchas Caiboaté. Foi o primeiro CTG de São Gabriel. Também juntamente com Rolino Vieira, atuou na construção dos monumento à Batalha de Caiboaté e à Batalha do Cerro do Ouro.
Foi também membro fundador do Piquete de Tradições Gaúchas Batovi, o primeiro PTG filiado ao Movimento Tradicionalista Gaúcho e da Associação Cultural Alcides Maya (ACAM), além da Associação dos Militares da Reserva (AMIR).Por nove anos, de 1989 a 1996, foi diretor do Museu João Pedro Nunes e do Museu Gaúcho da FEB- Força Expedicionária Brasileira. 
Também foi condecorado como membro da Academia Riograndense de Letras,  ocupava a cadeira número vinte e cinco.
Foi membro acadêmico da Academia de História Militar Terrestre do Brasil, além também de outras  entidades, tais quais: Associação Riograndense de Imprensa, Academia Canguçuense de História, Associação Brasileira de Folclore.
Foi membro correspondente das seguintes entidades abaixo:
• Academia Rio-Grandense de Letras de Porto Alegre, Rio Grande do Sul;
• Academia Canguçuense de História, Canguçu, Rio Grande do Sul;
• Centro de Pesquisas Literárias (CIPEL) - Porto Alegre, Rio Grande do Sul;
• Academia Riograndense de Imprensa(ARI) - Porto Alegre, Rio Grande do Sul;
• Federação das Entidades Culturais Fronteiriças - Uruguaiana, Rio Grande do Sul; 
• Sócio Benemérito da Ordem Brasileira dos Poetas de Literatura de Cordel -Salvador, Bahia;
• Membro colaborador da Associação Brasileira de Folclore - Porto Alegre, Rio Grande do Sul;
• Membro Honorário da Universitá Internazionale Sveva - Frederico II - Bergamo, Lombardia, Itália.
• Sócio colaborador da Comissão Gaúcha de Folclore- Pelotas, Rio Grande do Sul;
• Instituto Ceará (histórico, geográfico e antropológico)-Fortaleza, Ceará.
Ele lança, aos 91 anos, em março de 2017, sua trigésima terceira obra.
Osorio Santana Figueiredo veio a falecer alguns meses depois, apesar da idade avançada, estava em plena atividade.
Sua partida causou consternação em sua cidade. Diversas foram as homenagens feitas a ele.
O prefeito municipal da época Rossano Dotto Gonçalves, decretou luto oficial de três dias, bem como os pavilhões nacional, estadual e municipal foram colocados a meio mastro no Palácio Plácido de Castro, sede do Poder Executivo Municipal. 
Em nota, o município lamentou  a perda do grande intelectual que foi, e ressaltou que, assim como os grandes pensadores, ele “não morre, mas se eterniza, nas páginas de seus livros".
Contribuiu também na educação dos jovens. Com isso o programa “Osorio Santana Figueiredo” nas escolas de São Gabriel, visa hoje resgatar a memória da história do município.
Osorio era viúvo de Juracy Lopes Figueiredo. Juntos tiveram três filhos: Beraldo, Maria de Lourdes e Marilene.
Em 2015 casou-se em segundo matrimônio, com Jaci Pereira da Silva.
Seu único filho homem, Beraldo Lopes Figueiredo, herda de seu pai o talento artístico. Além de desenhista e acadêmico, tem contribuído para o município, com diversas pesquisas históricas, dando continuidade ao legado de seu pai. 

## Obras publicadas
- Maneco Pereira O homem que laçava com o pé. 1ª Ed. 1967, 2ª Ed. 1996, 3ª Ed. 2007

- São Gabriel Desde o Principio. lª Ed. 1977, 2ª Ed. 1978, 3ª Ed. 1984

- Cooperativa Rural Gabrielense-50 Anos na História. 1985

- Cronologia da Revolução Farroupilha em São Gabriel. 1985.

- O Combate da Estância da Caieira. 1985

- Mal. João Baptista Mascarenhas de Moraes. 1ª Ed. 1985, 2ª Ed. 1997

- Cronologia da família Sant'Ana e Heberlê. 1988

- Alcides Maya, o Clássico dos Pampas. 1988

- História dos Apelidos Urbanos de São Gabriel. 1991

- História de São Gabriel, 1993

- As Revoluções da República. 1995

- Marco de Ferro, Vila Nova do Sul. 1995

- Sesquicentenário, Caserna de Bravos. 1ª Ed. 1996, 2ª Ed. 1997, 3ª Ed. 2000

- Uma Santa Casa Feita de Amor. 1988

- Carreteadas Heróicas. 1ª Ed. 1986, 2ª Ed. 2000

- Terra dos Marechais. 2001

- Lendas, Causos e Assombrações. 2002

- Caxias, o Predestinado da Pátria. 2003

- Tempos Bárbaros. 2004

- Vida e Morte de Sepé Tiaraju. 2005

- Dom Félix de Azara Terra e Céu. 2006

- Plácido de Castro. 2007

- General Osorio. O perfil do homem. 2008

- Marechal João Propício Menna Barreto-Barão de São Gabriel. 2008

- S. Excelência O LIVRO. 2008

- Os Santos Populares. 2009

- Igreja do Galo de São Gabriel. 2011

- Judite a Cavaleira Divina. 2013

- O Barão de Candiota- Tiarajú. 2014

- Estância do Tarumã - Von Bock. 2015

- Azevedo Sodré na História. 2017

- 9° R C B -Regimento João Propício-Parceria: Cel. Evandro Itamar Lupchinski, Cel. Luiz Emani Caminha Giorgis. Porto Alegre,Editora Evangraf, 2016

## Prêmios e Homenagens

Historiador e Escritor Osorio Santana Figueiredo sendo homenageado

• Mérito Cultural pela Academia Internacional de Heráldica e Genealogia de Uruguaiana, 1980
• Diploma de Honra, pela Academia de Ar. Et Letteres de Quebec, Montreal, Canadá, 1980
• Colaborador Emérito do Exército, Porto Alegre, 1980
• Diploma do Mérito João Propício, pelo 9 RCB, 1984
• Diploma de Gabrielense Emérito, 1989
• Medalha do Pacificador, 1989
• Medalha Marechal Mascarenhas de Moraes, 1992
• Medalha da Ordem do Mérito Militar - Grau Cavaleiro, 1998
• Comenda Dante de Laytano, Comissão Gaúcha de Folclore, 1999
• Medalha comemorativa do Bicentenário de Duque de Caxias, 2003
• Medalha da Ordem Militar, Grau Oficial, 2003